# رود کیچ
رود کیچ (بلوچی: کیچ کور) رودی است که در ناحیه مکران در جنوب شرق ایران و جنوب غرب ایالت بلوچستان در پاکستان جریان دارد. این رود به دشت رود می‌پیوندد که در ناحیه گوادر آن نیز به دریای عمان می‌ریزد.

## جغرافیا
کیچ از شهر تربت در پاکستان می‌گذرد. از آب این رود برای آبرسانی باغ‌ها و مزارع کشاورزی مناطق پیرامون استفاده می‌شود.

## سیل
رود کیچ رودی سیل‌خیز است. در ژوئن ۲۰۰۷، سیل پس از خروج رودخانه از ساحل به شهر تربت وارد شد و هزاران نفر را تحت تأثیر قرار داد. در پی آن سد می‌رانی در پایین دست رودخانه دشت نیز در معرض خطر قرار گرفت.